# Jan Szkot Eriugena

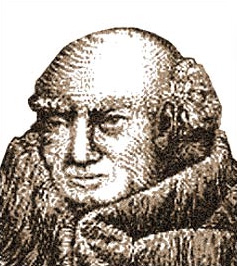
Jan Szkot Eriugena. Portret imaginacyjny na banknocie 5 funtów irlandzkich (seria B 1976-1992).

Jan Szkot Eriugena (ur. ok. 810 w Irlandii, zm. ok. 877 we Francji) – irlandzki uczony działający we Francji; filozof, teolog chrześcijański i tłumacz, dworzanin króla Franków Karola II Łysego.
Magisterium Kościoła skrytykowało część poglądów Eriugeny jako niezgodne z wiarą chrześcijańską.

## Życie i działalność naukowa
Imię Eriugeny to pleonazm, który brzmi dosłownie „Jan Szkot urodzony w Irlandii”. We wczesnym średniowieczu Irlandia określana była w łacińskich źródłach jako "Szkocja", a jej mieszkańcy byli nazywani Szkotami (Scotti). Dlatego też wczesnośredniowiecznych Irlandczyków (w tym Jana Szkota Eriugenę) nazywa się iroszkotami. Eriugena” oznacza „urodzony w Ériu”, czyli Irlandii.
Od ok. 845 r. działał na dworze Karola II Łysego, na którym kierował szkołą teologiczną. Oprócz łaciny, doskonale znał język grecki, co było w jego czasach umiejętnością rzadką choć cenioną. Był to okres tzw. Renesansu karolińskiego.
Ok. 851 r. opublikował traktat De divina predestinatione, który jest pierwszą poświadczoną w dokumentach wiadomością o nim. W dziele tym krytykował pojęcie podwójnej predestynacji nauczane przez saksońskiego mnicha Gottschalka.
Na zalecenie cesarza Karola II Łysego przetłumaczył z greckiego na łacinę „Corpus Dionysiacum” – zbiór pism teologicznych i mistycznych Pseudo-Dionizego Areopagity, nieznanego z imienia autora, który podpisał się imieniem nawróconego przez świętego Pawła wysokiej rangi urzędnika korynckiego (por. Dz 17,34). We Francji był on również kojarzony ze świętym Dionizym Męczennikiem, pierwszym biskupem Paryża. Cesarz bizantyjski Michał II podarował te pisma jeszcze ojcu Karola II Łysego, cesarzowi Ludwikowi I Pobożnemu, z zachętą by je przetłumaczyć, argumentując ich pochodzeniem od ucznia św. Pawła. Także na Zachodzie pisma te, ze względu na domniemanego autora i wartość merytoryczną, spotkały się z powszechnym przyjęciem, wyznaczając nowe kierunki myśli zachodniej.

## Poglądy
Na światopogląd Eriugeny siłny wpływ wywarła idealistyczna filozofia neoplatonizmu.

### Kosmologia
Eriugena był wykształcony na pismach Augustyna i Boecjusza, a także Ojców greckich, szczególnie Grzegorza z Nyssy, Grzegorza z Nazjanzu, Jana Chryzostoma czy późniejszego Maksyma Wyznawcy, którzy przejęli, odpowiednio adaptując do kosmologii zgodnej z Objawieniem, neoplatońską metafizykę.
W dziele De divisione naturae Eriugena przedstawił następujący metafizyczny podział bytów:
- natura tworząca i nie stworzona – Bóg jako stwórca
- natura tworząca i stworzona – boskie idee, neoplatońska druga hipostaza
- natura nie tworząca i stworzona – poszczególne rzeczy, Arystotelesowska „natura podksiężycowa"
- natura nie tworząca i nie stworzona – Bóg jako ostateczny cel i źródło wszelkiego powrotu, apokatastazy[5].

Ten klasyczny podział natury Eriugena przejął od Maksyma Wyznawcy.
Eriugena zdefiniował naturę jako „to co jest i to, co nie jest” – byt i niebyt. Jako niebyt należy rozumieć m.in. Boga, który jest kimś istniejącym ponad bytem (zob. teologia negatywna). Karoliński scholastyk stawiał tezę, że ta sama rzeczywistość może być widziana z jednej perspektywy jako byt, a z innej jako nie-byt. Różnica między bytem a nie-bytem, a więc między światem a Bogiem staje się przy takim podejściu kwestią punktu, z którego się obserwuje rzeczywistość raczej niż kwestią różnicy substancji. Niweluje to metafizyczną granicę między Stwórcą a stworzeniem, co jest klasycznym panteizmem.
Niebyt można interpretować także w kontekście etycznym – człowiek, który popada w grzech niejako staje się niebytem.
Rozwój świata dokonuje się zgodnie z neoplatońskim schematem wyjścia (processio) stworzeń od Boga i ich powrotu (reditus). Przy czym proces ten nie dokonuje się zgodnie z następstwem czasowym, raczej obydwa kierunki, wyjścia i powrotu, dokonują się równolegle i wzajemnie oddziałują na siebie. Poprzez wyjście stworzeń dokonuje się objawienie (teofania) Boga, którego Eriugena utożsamia z Chrystusem (Księga 2, 526). Karoliński myśliciel rozumiał ten schemat na sposób panteistyczny, zacierając różnicę ontyczną między Bogiem a stworzeniem.

### Eschatologia ciała
Eriugena głosił, że w przyszłym świecie ciało przemieni się tak, że będzie miało naturę rozumną, identyczną do duszy. I dzięki temu człowiek, zatraciwszy cechy płciowe, fizyczne, będzie jednością:
—  De divisione naturae, 5.20. Tłum własne.
Pisał, że gdy spotyka u Ojców Kościoła twierdzenia, że podobnie jak Chrystus zachował swoje ciało, w którym się ukazywał po zmartwychwstaniu, tak i wszyscy ludzie będę mieli w raju swoje fizyczne ciała, osłupiały, przejęty największą zgrozą traci mowę. Zdecydowanie nie zgadzał się z uwagami Augustyna z Hippony:
—  De divisione naturae 5.37 (Tłum własne.)
Według Johna J. O’Meara, Eriugena sądził, że Augustyn naucza o ciele Chrystusa dla prostego ludu, podczas gdy dla bardziej intelektualnie nastawionych przyjąłby taki pogląd, jaki miał on sam. Mógł też źle zrozumieć rozważania biskupa Hippony z jego dzieła Komentarz słowny do Księgi Rodzaju, XII, 24.51

### Inne poglądy
Eriugena zabrał głos w dyskursie o predestynacji. Uznał doktrynę wolnej woli za konieczną dla filozofii chrześcijańskiej. Uzasadnił, że gdyby ludzie jej nie posiadali, na piekło skazywałby ich Bóg, a więc nie można by Go określić jako dobrego.
Twierdził, że kryterium prawidłowej interpretacji Pisma świętego jest rozum. Twierdził też, że rozum jest wyższą instancją niż autorytet Ojców Kościoła.

## Recepcja
Poglądy przedstawione w De divisione naturae spotkały się pośmiertnie z kilkakrotnym sprzeciwem ze strony Magisterium Kościoła, które dostrzegło w nich zagrożenie panteizmem i racjonalizmem. Pierwszy raz stało się to na synodzie paryskim w 1210 r. Następnie potępiło je dwóch papieży: Honoriusz III (1225 r.) i Grzegorz IX (1241 r.). Pierwsze wydanie tego dzieła drukiem w 1684 r. trafiło do indeksu ksiąg zakazanych przez Kościół.

## Pisma
- Commentarium In Joannem [Variae Lectiones]
- Commentarium In Sanctum Evangelium Secundum Joannem (Komentarz do Ewangelii wg św. Jana)
- Commentatio [Auctore Anonymo]
- De Egressu Et Regressu Animae Ad Deum [Fragmentum] (O wyjściu i powrocie duszy do Boga)
- De Praedestinatione Liber (Księga o przeznaczeniu)
- Expositiones Seu Glossae In Mysticam Theologiam Sancti Dionysii (Objaśnienia czyli glosy do Teologii Mistycznej Świętego Dionizego)
- Homilia In Prologum Sancti Evangelii Secundum Joannem
- Peri Physeon Merismou Id Est De Divisione Naturae Libri Quinque (O podziale natury ksiąg pięć)
- Super Ierarchiam Caelestem Sancti Dionysii (O hierarchii niebiańskiej Świętego Dionizego)
- Testimonia Aliquot Veterorum
- Versio Ambiguorum Sancti Maximi (Wytłumaczenie niejednoznaczności u Świętego Maksyma)
- Versio Operum Sancti Dionysii Aeropagitae (Tłumaczenie dzieł Świętego Dionizego Areopagity)
- Versus (Poezje)
- Vita Operaque [Testimonia Aliquot Veterorum]
- Testimonia de Versione Latina (Świadectwa o tłumaczeniach łacińskich)

### Tłumaczenia polskie
- Jan Szkot Eriugena, Komentarz do Ewangelii Jana, Agnieszka Kijewska (tłum.), Kęty: Wydawnictwo Antyk, 2000, ISBN 83-911750-4-9, OCLC 69540397. Brak numerów stron w książce
- Eriugena J.S., Periphyseon (Ks. I-IV), A. Kijewska (tłum.), Kęty: Wydawnictwo Marek Derewiecki, 2009, ISBN 978-83-89637-76-5.

### Opracowania
- W.F. Asmus: Wczesna scholastyka. Jan Szkot. Początki walki między realizmem a nomimalizmem. W: Krótki zarys historii filozofii. Pod redakcją M.T. Jowczuka, T.I. Ojzermana, I.J. Szczipanowa. Przeł. Marian Drużkowski i in. Wyd. II, poprawione i uzupełnione. Warszawa: Książka i Wiedza, listopad 1969, s. 110—111. (pol.).
- Carabine, Deirdre: John Scottus Eriugena. Nowy Jork: Oxford University Press, 2000. Brak numerów stron w książce
- Gardner, Alice: Studies in John the Scot (Erigena): A Philosopher of the Dark Ages. Bristol: Thoemmes Press, 1993. Brak numerów stron w książce
- Kijewska, Agnieszka: Eriugena. Wydawnictwo Wiedza Powszechna, 2005, seria: Myśli i ludzie. ISBN 83-214-1336-6. Brak numerów stron w książce Zawiera również pewien wybór pism.
- Kijewska, Agnieszka, Jan Eriugena, w: Powszechnej Encyklopedii Filozofii.
- Otten, Willemien: The Anthropology of Johannes Scottus Eriugena. Leiden: E.J. Brill, 1991. Brak numerów stron w książce
- Zieliński, Edward, Eriugena Jan Szkot, w: Encyklopedia katolicka, t. 4, Lublin 1983 TN KUL, kol.1088-1091